# Pyrus ussuriensis
Pyrus ussuriensis, comúnmente llamada  pera de Ussuri o peral de las arenas, es una especie arbórea perteneciente a la familia de las rosáceas. Es nativa de Asia Oriental y se distribuye por Asia tropical y China. La pera de Ussuri fue descrita en 1857 por el botánico ruso Karl Ivanovich Maksimovich.

## Descripción
Árbol de entre 5 a 10 m de altura con hojas ovales a oblongas de 7-12 cm de largo, gruesas y con márgenes cerrados. Flores blancas de 5 pétalos. El fruto es un pomo de unos 3 a 5 cm de diámetro de color amarronado.
Florece en abril en el hemisferio norte.
La altura del tronco del árbol es de 10-15 m, la corteza es de color gris oscuro, a veces casi negro. La corona es gruesa y ancha.
Las raíces de la pera de Ussuri se extienden, por regla general, en las capas superficiales del suelo, penetran a una profundidad de 0,7-1,1 metros. Las raíces activas que absorben la humedad se ubican a una profundidad de 10-50 cm, y en términos de distribución en la dirección horizontal coinciden con el tamaño de la copa o van más allá de sus límites en no más de 1 metro (Kazmin, 1985).
Las hojas son ampliamente ovaladas o redondeadas, con una base cordada o redondeada poco profunda y una punta afilada, serrada y afilada; coriáceo, - desnudo, ligeramente brillante en la parte superior, ennegrecido al secarse.
Las flores son blancas, de 3-4 cm de diámetro, sobre pedicelos de 4-5 de longitud, recogidas en escudos de 5-10. Florece antes de que se abran las hojas, en mayo.
Los frutos son redondos, alargados, los tallos son cortos, de 1,5 a 6,7 cm de largo, maduran a finales de agosto - principios de septiembre. Cubierto con una piel gruesa, jugosa, pero con una pulpa dura, agria y astringente, que contiene muchas células pedregosas. Se vuelven comestibles solo después de una incubación prolongada. Sin embargo, entre las formas naturales de esta pera también se encuentran aquellas cuyos frutos son bastante comestibles inmediatamente después de la recolección. La pulpa es rica en fibra , ácidos orgánicos , pectina y taninos , además de vitaminas de la A a la P... El kvas, la mermelada, el té de frutas, la compota y la mermelada se elaboran con frutas.

## Distribución y ecología
El área cubre el Extremo Oriente ruso, el noreste de China y la península de Corea.
En condiciones naturales, la pera Ussuri está muy extendida en casi todo Primorie y en una parte significativa de la región de Amur. El límite boreal de la distribución es una línea condicional que conecta la región de Blagoveshchensk, los tramos inferiores del río Bureya, la región de Jabárovsk. Por el amur se distribuye hasta Komsomolsk-on-Amur. La pera crece individualmente o en grupos a lo largo de las orillas de los ríos no inundados, en islas, en los bordes de los bosques y en los arbustos. En las mejores condiciones de crecimiento, los árboles alcanzan los 10-12 metros de altura y los 30-50 centímetros de diámetro del tronco. La corona densa tiene una forma esférica-oblonga u ovoide.
Florece antes de que se abran las hojas. Las flores son grandes, de 3-3,5 centímetros de diámetro, blancas como la nieve, resistentes a las heladas. Las flores son polinizadas únicamente por el polen de otro árbol, por lo que los ejemplares solitarios, a pesar de la abundante floración anual, no suelen dar fruto (Korotkikh, 1954).
Como regla general, crece en los valles de los ríos, en los bordes de los bosques y en las laderas de las montañas. Crece bien en suelos sueltos y nutritivos. Por lo general, crece individualmente, a veces se reúne en pequeños grupos.
Polinizado por insectos, en particular por abejas, solo gracias al polen de otro árbol (autoestéril). Los frutos maduran en agosto - septiembre. 
Prefiere suelos frescos y profundos, suficientemente fértiles y bien drenados; no tolera lugares húmedos con agua estancada. Fotófilo, excepcionalmente resistente al invierno. Propagado por semillas. Comienza a dar frutos a la edad de 9-11 años.

## Usos
Este tipo de peras normalmente no se utilizan en pasteles o en jaleas debido a su alto contenido de agua y a su textura crujiente y granulada, muy diferente a las variedades europeas. Se consumen crudas y peladas.

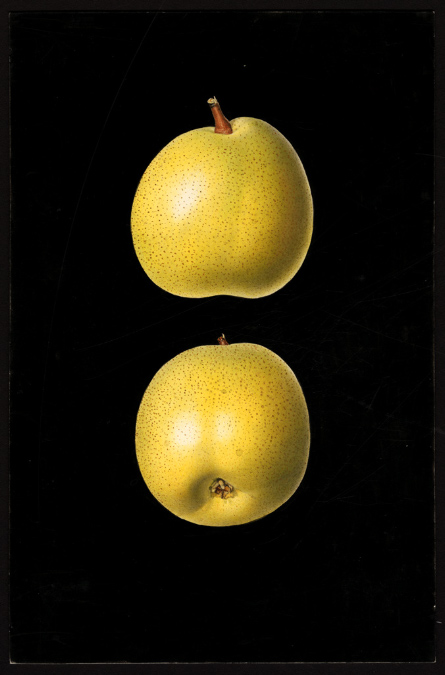
Las peras ussuri.

## Importancia y aplicaciones
La pera de Ussuri es adecuada para plantaciones de jardinería, protección de carreteras, silvicultura y protección de campos. Es muy valioso para la fruticultura como patrón insuperable en resistencia a las heladas para injertos y como material de partida para la mejora de las variedades cultivadas de peras, tal como lo utilizaron IV Michurin y sus seguidores. Las reservas naturales de esta especie en el Oriente Lejano son muy limitadas y necesitan protección.

## Cultivo
Debido a su resistencia a las heladas, la pera de Ussuri es ampliamente utilizada por los criadores como especie inicial. Según los datos de E.N.Sedov et al. (2000) en Rusia, con la participación de la pera de Ussuri, se obtuvieron 30 variedades, de las cuales 20 fueron aprobadas para su uso.
En las regiones hortícolas de los Urales, Siberia y el Extremo Oriente, las variedades de peras de A.M. Lukashov. La variedad 'Tyoma' se cultiva en zonas en todas partes, desde la región de Sverdlovsk hasta Sajalín. Todos ellos son de período de maduración verano-otoño, con un período de consumo corto y de sabor mediocre (Chuiko, 1990). En el Oriente Lejano, N.N. Tikhonova (Sibiryachka), A.V. Bolonyaeva (noviembre, Yablokovidnaya), G.I. Gosenchenko (Memoria de Gosenchenko, Amur temprano), F.I. Glinshchikova , M.S. Rusakova (Lada Amurskaya, Rusakovskaya), etc.
Las variedades cultivadas de la pera de Ussuri se propagan mediante esquejes e injertos, para la polinización la pera de Ussuri necesita el polen de otro árbol.

## Madera
La madera es dura, pesada, viscosa, con una albura ancha de color blanco rosado y un núcleo de color marrón rojizo. La madera seca no se deforma, no se agrieta, está bien pintada y pulida; se utiliza en productos de torneado, tallado y ebanistería, en chapas y contrachapados, partes de instrumentos musicales, accesorios de dibujo, husillos, partes de mecanismos.

## Taxonomía
Pyrus ussuriensis fue descrita por (Maxim.) Karl Ivanovich Maksimovich ex Rupr. Franz Josef Ruprecht publicado  en el año 1856.

## Literatura
- Korotkikh F.N. Jardín de frutas y bayas en la región de Amur / F.N. Corto. - Blagoveshchensk: libro de Amur. editorial, 1954 .-- 112 p.
- Sedov E.N. Áreas prioritarias de mejoramiento de manzanas y peras en el Instituto de Investigación de Cultivos de Frutas de toda Rusia / E.N. * * Sedov, V.V. Zhdanov, E.A. Dolmatov, N.G. Krasova, ZM Serova // Biología agrícola. Biol. Rast. - 2000. - n.º 5. - P. 3-12.
- Chuiko A.V. Evaluación de híbridos de peras intervarietales de la cría de Jabárovsk en busca de rasgos económicamente valiosos / A.V. Chuiko // informes de VASKhNIL, 1990, n.º 10. - p. 28-31.
- Kazmin G. T.Estudio biológico industrial de portainjertos de manzana, pera, ciruela y albaricoque en el Lejano Oriente / G. T. Kazmin // Selección de cultivos de frutas y bayas en la región de Amur. - Novosibirsk, 1985. - S. 3-17.
- Usenko N.V. Árboles, arbustos y lianas del Lejano Oriente . - Editorial de libros Khabarovsk, 1984. - P. 110-111. - 272 p.

- Datos: Q13172138
- Multimedia: Pyrus ussuriensis / Q13172138
- Especies: Pyrus ussuriensis